# Бемыж
Бемыж — село в Кизнерском районе Удмуртии, административный центр и единственный населённый пункт Бемыжского сельского поселения.

## Географические данные
Село расположено на юге района, на берегу реки Бемыжка, в 21 км от районного центра и ближайшей железнодорожной станции — посёлка Кизнер.

## История

### Бемышевский завод
Бемышевский медеплавильный завод был основан в 1756 году на средства купца из города Балахна — Игнатия Фёдоровича Осокина. Завод получал руду с более чем 40 рудников из Казанской, Вятской и Уфимской губерний.
17 декабря 1772 года на средства купца — заводчика и прихожан, в селе Кувак отстроена деревянная Свято-Троицкая церковь. Церковь располагалась в двух верстах от Бемышевского завода. В декабре 1773 года завод был разгромлен повстанцами Емельяна Пугачёва.
Второе рождение завод пережил после того как в 1777 году его унаследовал помещик Казанской и Нижегородской губерний Евграф Алексеевич Лебедев, который завёз в свои новые владения крепостных из Нижегородской губернии. В 1800—1805 годах на заводе постоянно работало 4 медеплавильных печи, которые ежегодно выплавляли от 900 до 1300 пудов меди. К 1816 году на заводе работало 554 души мужского пола. В 1825 годы в селе, взамен обветшавшей деревянной, открыта новая каменная Свято-Троицкая церковь.
По итогам десятой ревизии в 1859 году в 332 дворах владельческого Бемышевского завода при речке Бемыжка проживало 2192 жителя и помимо завода и церкви действовал базар. В 1870 году на выплавке металла был занят 31 человек, на добыче руды — 150, на рубке дров и пережоге угля — 145. Через десять лет численность рабочих уменьшилась более чем в два раза. Производство меди сократилось до 300—400 пудов в год. В 1882 году завод прекратил свою деятельность.

### Советские годы
В 1920 году село в честь Льва Троцкого получило название — Троцкое. С 1924 по 1929 годы в селе располагался административный центр укрупнённой Троцкой волости, которая после реформы 1924 года включала селения упразднённых Васильевской, Староятчинской и Троцкой волостей Можгинского уезда. В 1929 году в результате районирования Троцкая волость упразднена и село отошло в состав Граховского района.
Постановлением Президиума ВЦИК от 2 марта 1933 года село Троцкое Граховского района переименовано в село Бемыж. С 1935 по 1956 годы в селе располагался административный центр Бемыжского района. 29 марта 1939 года в Бемыже была закрыта церковь.
Указом Президиума Верховного Совета УАССР от 17 марта 1977 года село Бемыж и деревня Куваки были объединены в один населённый пункт — село Бемыж.

## Население
| 2010 | 2012 | 2013 | 2014 | 2015 | 2016 | 2017 |
| ---- | ---- | ---- | ---- | ---- | ---- | ---- |
| 659  | ↗661 | ↘653 | ↘645 | ↘635 | ↘625 | ↗628 |
| 2018 | 2019 | 2020 |      |      |      |      |
| ↘612 | ↘598 | ↘569 |      |      |      |      |

## Экономика

### Сельское хозяйство
В настоящее время главным работодателем в селе является ООО «Бемыжский», предприятие специализирующееся на разведении крупного рогатого скота.

### Транспорт
Село имеет регулярное транзитное автобусное сообщение с Кизнером, Можгой, Грахово и Набережными Челнами.

### Объекты социальной сферы
- МОУ Бемыжская средняя общеобразовательная школа
- МДОУ Бемыжский детский сад
- Бемыжский сельский дом культуры
- Бемыжская участковая больница

## Улицы
| - Улица Азина - Улица Будённого - Улица Карла Маркса - Колхозная улица - Коммунальная улица | - Коммунальный переулок - Комсомольская улица - Улица Куйбышева - Улица Ленина - Лубянская улица | - Молодёжная улица - Набережная улица - Октябрьский переулок - Пушкинская улица - Советская улица |